# 可機讀護照

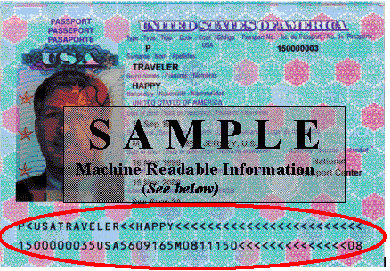
一本可机读护照的资料页，红圈部分为机读区

可机读护照（ 英語：Machine Readable Passport, MRP），又称为机读旅行证件（英語：Machine Readable Travel Document, MRTD）是一种可以利用光学字符识别（OCR）读取的旅行证件。从20世纪80年代起，许多国家开始陆续开始发行机读旅行证件。现在大多数国家或地区的护照都是机读护照。
机读旅行证件由国际民航组织9303号文件（部分基于国际标准化组织和国际电工委员会的ISO/IEC 7501-1 ）标准化，机读旅行证件有一个特殊的机读区，并以可利用OCR技术对其进行读取。Doc 9303号文件介绍了三种类型的机读旅行证件。
本式的机读护照在Doc 9303中则通常属于一种“3 型机读旅行证件”（TD3），其机读区位于个人资料页下方，由两行组成，每行44个字符。包含了姓名，护照号码，国籍，出生日期，性别，护照有效期限等必要信息。其它额外信息因签发国家或地区的不同而不同。
机读护照的优点包括：
- 移民官员能更快地查验入境旅客身份；
- 相比于手动查阅取护照信息更可靠。

## 机读区格式
根据Doc 9303规范，为了各国都可读取机读区内容，机读区内仅使用“A”到“Z”的26个大写字母、0到9的阿拉伯数字和填充符“<”，并且只能使用ISO 1073-2标准中的OCR-B字体。

### 本式护照
本式护照的可机读区位于个人信息页，机读区域的数据由两行组成，每行有44个字符。
第一行的格式：
| 位置 | 长度 | 字符         | 意义                                               |
| ---- | ---- | ------------ | -------------------------------------------------- |
| 1    | 1    | 字母         | P，说明这是一本护照                                |
| 2    | 1    | 字母或填充符 | 类型（用区分一些国家发行的不同类型的护照，可留空） |
| 3–5  | 3    | 字母         | 签发国家或地区代码 (使用ISO 3166-1标准 )           |
| 6–44 | 39   | 字母或填充符 | 英文姓名，可用两个填充符对姓名分隔                 |

在姓名域中，对于非允许范围内的字符只能使用允许的字符进行转写或者按照Doc 9303进行截取或者用填充符填充，另外标点符号应直接忽略而不可使用填充符填充。
第二行的格式：
| 位置  | 长度 | 字符         | 意义                                                     |
| ----- | ---- | ------------ | -------------------------------------------------------- |
| 1–9   | 9    | 字母或数字   | 护照号                                                   |
| 10    | 1    | 数字         | 校验位                                                   |
| 11–13 | 3    | 字母         | 国籍代码（ISO 3166-1标准）                               |
| 14–19 | 6    | 数字         | 出生日期（YYMMDD）                                       |
| 20    | 1    | 字母         | 校验位                                                   |
| 21    | 1    | 字母或填充符 | 性别（M、F 或填充符；表示男性，女性或不详）              |
| 22–27 | 6    | 数字         | 护照有效期（YYMMDD）                                     |
| 28    | 1    | 数字         | 校验位                                                   |
| 29–42 | 14   | 字母或数字   | 个人号码, 如國民身份證號碼（有无及具体格式视签发国而异） |
| 43    | 1    | 数字         | 校验位                                                   |
| 44    | 1    | 数字         | 校验位                                                   |

部分国家或国籍识别码与ISO3166-1不同的值：
- D ： 德国
- GBR ： 英國公民
- GBD ： 英国海外领土公民（BOTC）（注：海外领地的国家代码是目前用来表示发证机关BOTC和国籍），前身为英国属土公民
- GBN ： 英国国民（海外）
- GBO ： 英国海外公民
- GBP： 受英國保護人士
- GBS ： 英國臣民
- UNA ： 联合国专门机构
- UNK ：给驻科索沃的科索沃特派团的旅行证件
- UNO ： 联合国组织
- RKS ： 科索沃
- WSA ： 世界服务管理局颁发的世界护照
- XOM ： 马耳他骑士团
- XXA ： 无国籍人 ，依照1954年的关于无国籍人地位公约
- XXB ： 难民 ，依照1951年的关于难民地位的公约
- XXC ：难民，除上述规定的其他
- XXX ：未指定的国籍

### 正式旅行证
机器可读区域的数据有三行或两行，每行有30个字符。